# Дислокація (кристалографія)

Крайова дислокація

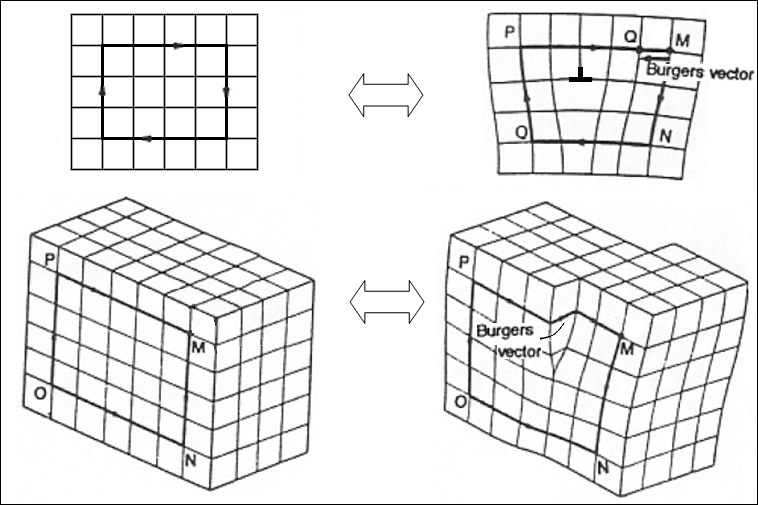
Вектори Бюргерса для крайової та гвинтової дислокації

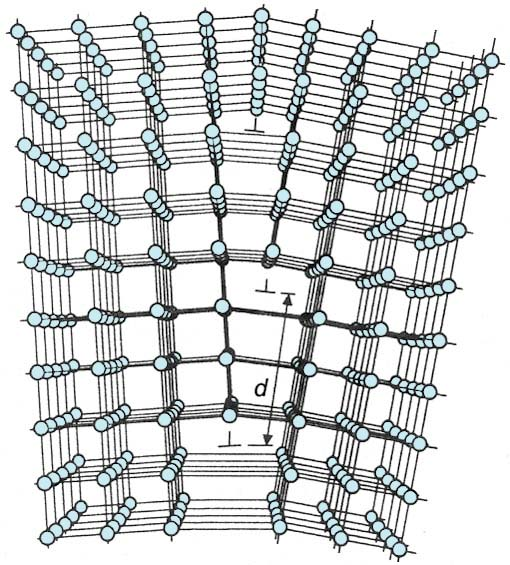

Дислока́ція — лінійний дефект у кристалі, додаткова кристалічна площина, вставлена в кристалічну ґратку.

## Загальний опис
Дефект у кристалічних ґратках, що порушує регулярне чергування атомних (кристалографічних) площин, зосереджений у малій області в кристалі. Здатний пересуватися в кристалі внаслідок послідовного переміщення атома з положення, яке він займає, в сусіднє. Через те, що енергія активації такого процесу звичайно невелика, дислокації можуть переміщатись швидко. Переважно зустрічаються в твердих кристалах.
Розрізняють крайові й гвинтові дислокації, а також дислокації змішаного типу. На границях розділу матеріалів з різною кристалічною структурою можуть утворюватися дислокації невідповідності. В окремих випадках дислокації утворюють дислокаційні петлі.
Кожна дислокація характеризується вектором Бюргерса. Густину дислокацій у кристалі вимірюють на одиницю площі.
Рухом дислокацій пояснюється пластичність матеріалів. Дислокації також грають велику роль у процесі росту кристалів.
Дислокації в матеріалах напівпровідникової електроніки призводять до погіршення властивостей матеріалів, тому кристали намагаються виростити з якомога меншою густиною дислокацій. З іншого боку, дислокації покращують пластичність сталей, тож залізо кують, щоб збільшити густину дислокації у ньому.

## Методи дослідження
Якщо дислокація присутня, то ніякими штучними методами її не усунеш. Тому існують певні методи аналізу дислокації:
- вибіркове травлення — якщо повторний механізм обробки та травлення не змінює положення в просторі ямок травлення, тоді цей дефект називається дислокацією;
- метод декорування — поверхня обробляється парою золота (або іншою фазою тієї речовини, щоб її було видно в скляному мікроскопі);
- метод фотопружності. Дислокації — пружні зміни в структурі кристала. Різні ділянки характеризуються різними структурними змінами, тому взаємодія випромінювання буде різна, реакція також;
- метод електронної мікроскопії — метод полягає в тому, що взаємодія рентгенівського випромінювання зі зміщеними та незміщеними атомами буде відбуватись по-різному.